# Carica Wang (dinastija Xin)
Carica Wang (王皇后, osobno ime nepoznato, ? – 21.), formalno carica Xiaomu (孝睦皇后, doslovno, "sinovljevska i ljubazna carica") bila je kineska carica za vrijeme dinastije Xin. Bila je kći Wanga Xiana (王咸), markiza Yichuna te supruga carskog službenika, a kasnije i regenta, Wanga Manga. Zajedno su imali četiri sina koji su se zvali Wang Yu (王宇), Wang Huo (王獲), Wang An (王安) i Wang Lin (王臨), kao i kćer nepoznatog imena koja je kasnije postala carica Xiaoping udajom za cara Pinga. U vrijeme dok joj je muž bio regent, imala je titulu gospe Wang. Imala je reputaciju skromnosti, u čemu je bila slična mužu, i nekoliko puta su je velikodostojnici zbog neugledne odjeće zamijenili za sluškinju na dvoru.
Prije nego što joj je muž godine 9. svrgnuo cara Ruzija i sebe proglasio carem, dva njena sina su stradala - Wang Huo 5. pr. Kr. nakon što je ubio slugu, te godine 3. pr. Kr., Wang Yu, u pokušaju svrgavanja oca. Potonji događaj je teško pogodio caricu, koja je oslijepila. Godine 9. je proglašena caricom, a godine 21. je umrla. Iste godine su njena dva preostala sina također stradala, a dinastija je zatrta u seljačkom ustanku dvije godine kasnije.